# Сретенская духовная академия
Сре́тенская духо́вная акаде́мия — высшее учебное заведение Русской православной церкви, готовящее православных священно- и церковнослужителей. Располагается на территории Сретенского монастыря в Москве.
Основана 15 июля 1999 года как православное монастырское училище; занятия начались 1 октября 1999 года. 26 декабря 2002 года преобразована в духовную семинарию. 13 апреля 2021 года преобразована в духовную академию.

## История
Наместник Сретенского монастыря в Москве архимандрит Тихон (Шевкунов) принял решение о создании при монастыре Сретенского высшего православного монастырского училища: «Собирались насельники, в основном молодые люди. Конечно же, им необходимо было дать образование… Постепенно родилась мысль… создать монастырскую духовную школу. Мы оценили свои возможности, в том числе и финансовые, и я обратился за благословением к отцу Иоанну (Крестьянкину). Он очень обрадовался, что у нас есть такое желание и возможность, и благословил создавать учебное заведение в стенах Сретенского монастыря. Конечно, главное благословение в данном случае было за настоятелем нашей обители — почившим Святейшим Патриархом Алексием II». Занятия начались в октябре 1999 года. Первую лекцию провёл доктор филологических наук Александр Николаевич Ужанков, она была посвящена древнерусской литературе. Самые первые занятия проводились вне стен монастыря, в одном из зданий, прилегающих к монастырю. Позднее, когда сделали ремонт в братских монастырских корпусах, появилась возможность устроить новые помещения для семинарии в них. Первоначально училище не имело официального статуса: ни светского, ни церковного.
17 июля 2001 года Священный синод, заслушав прошение наместника Сретенского мужского монастыря архимандрита Тихона (Шевкунова) и доклад председателя учебного комитета архиепископа Верейского Евгения (Решетникова), благословил открытие Сретенского духовного училища с ускоренным сроком обучения, ректором которого был назначен архимандрит Тихон (Шевкунов). 26 декабря 2002 года решением Священного синода на основании доклада председателя учебного комитета архиепископа Верейского Евгения (Решетникова) Сретенское высшее православное монастырское училище преобразовано в Сретенскую духовную семинарию.
В 2003/2004 учебном году в Русской православной церкви существовала программа дистанционного обучения студентов духовных школ. Трансляция лекций в режиме реального времени велась из Сретенской семинарии. Принимающая аппаратура была установлена в 18 семинариях и двух монастырях: Валаамском и Саввино-Сторожевском.
В 2004 году состоялся первый выпуск Сретенской духовной семинарии, большую часть которого составила братия монастыря.
В 2010 году Сретенскому монастырю было передано здание школы № 1216, расположенное на его исторической территории. К сентябрю 2013 года ремонт здания был завершён, студенты начали постепенно переезжать в новый корпус.
С сентября 2011 года семинария перешла на Болонскую систему образования. С 2011 года проживание и обучение на первом курсе бакалавриата семинарии проходит в скиту преподобного Серафима Саровского в Рязанской области, на исторической территории усадьбы Красное. В 2012 году были открыты магистерские программы «Пастырское богословие» и «Церковная история». В 2015 году состоялся последний выпуск специалитета — студентов, обучавшихся по пятилетней программе.
28 декабря 2013 года патриарх Московский и всея Руси Кирилл освятил новое здание Сретенской семинарии, обустроенное для обучения и проживания студентов. Тематические аудитории, оснащенные мультимедийными досками с возможностью звукового сопровождения и выходом в интернет, преподавательские, уютные архондарики — сама атмосфера в Семинарии была призвана расположить студентов к серьёзному отношению к учёбе и саморазвитию.
В 2014 году Сретенская духовная семинария получила лицензию на право оказывать образовательные услуги по реализации образовательных программ: 48.03.01. Теология (высшее образование — бакалавриат) и 48.04.01. Теология (высшее образование — магистратура). В 2015 году Сретенская духовная семинария получила лицензию на осуществление образовательной деятельности: «Образовательные программы, направленные на подготовку священнослужителей и религиозного персонала религиозных организаций».
В 2015/2016 году в магистратуре Сретенской семинарии было выделено три магистерские программы — «Пастырское богословие», «Христианское учение о государстве и обществе», «Церковнославянский язык: история и современность». Они были призваны осуществлять подготовку пастырей с учётом особой профильной направленности. Так, на магистерской программе «Пастырское богословие» в центре внимания находилось изучение Священного Писания и святоотеческого наследия как основы для воспитания и становления будущего пастыря, подготовки его к несению трудов пастырского душепопечения и окормления паствы, миссионерскому и просветительскому служению. Те, кто обучался на профиле «Христианское учение о государстве и обществе» (продолжившем и развившем прежнюю программу магистратуры «Церковная история»), знакомились с цивилизационным подходом к изучению церковной и гражданской истории, учились осмыслять церковно-общественные явления, в том числе через обращение к древним греческим и латинским памятникам, ставшим основой для формирования тех или иных теорий и концепций общественно-исторического развития.
По-своему уникальной стала и магистерская программа «Церковнославянский язык: история и современность». В условиях, когда в центре преимущественного внимания ученых-филологов находится история церковной книжности, руководство семинарии высоко оценивало усилия по изучению современного богослужебного языка Русской православной церкви, которые систематически предпринимались только в Сретенской духовной семинарии. Будучи проректором Сретенской духовной семинарии и благочинным Сретенской обители иеромонах Иоанн занимался изучением её истории. В результате этой работы появились статьи об историческом прошлом Сретенского монастыря.
В июле 2017 года Сретенская духовная семинария получила государственную аккредитацию (свидетельство № 2657 от 25.07.2017 г.) на ведение образовательных программ по реализуемым направлениям подготовки: 48.03.01 Теология (уровень — бакалавриат) и 48.04.01 Теология (уровень — магистратура).
9 июля 2019 года в решением Священного синода Русской православной церкви ректор Московской духовной семинарии архиепископ Верейский Амвросий (Ермаков) был назначен временно исполняющим обязанности ректора семинарии. Он же возглавил созданную тогда же комиссию для «изучения возможности оптимизации образовательного процесса в указанных духовных школах и повышения уровня координации их научно-педагогической деятельности».
Данное решение заранее не анонсировалось и вызвало оживлённую дискуссию в церковных и околоцерковных кругах. Глава учебного комитета Русской православной церкви протоиерей Максим Козлов подчеркнул: «Если мы переходим к магистратуре, и в особенности аспирантуре, то, конечно, доступность центральных библиотек, возможность привлечения кадров, в том числе и московских священнослужителей, и ведущих церковных или светских учёных, в Москве несравнимы с Сергиевым Посадом». Ректор МДА архиепископ Верейский Амвросий (Ермаков) выступил за перевод магистратуры и аспирантуры МДА в Москву: «В целом магистратура и аспирантура нуждаются в том, чтобы находиться в самом центре культурных и академических событий. В случае Московской духовной академии этот центр должен быть расположен в Москве». Говоря о работе синодальной комиссии по оптимизации, архиепископ Амвросий сообщил, что одним из возможных её решений может стать, например, повышение уровня аккредитации Сретенской семинарии до академии.
Летом 2020 года Священный синод назначил протоиерея Максима Козлова, председателя учебного комитета, исполнять обязанности ректора семинарии. 13 апреля 2021 года Священный синод постановил открыть в Сретенской духовной семинарии программу подготовки кадров высшей квалификации — программу подготовки научно-педагогических кадров в аспирантуре, в связи с чем усвоить этому духовному учебному заведению наименование «академия». По словам председателя учебного комитета протоиерея Максима Козлова, «усвоение нашей духовной школе именования „Академия“ стало для нас неожиданностью. Поднимать вопрос о таком статусе никто из нас не дерзал, это было решение Святейшего Патриарха и членов Священного Синода, за которое мы очень благодарны. Это именование чрезвычайно обязывает: пусть пока только по наименованию, но мы поставлены в ряд с двумя другими центральными учреждениями высшего образования нашей Церкви на территории России и в ряд с четырьмя Академиями, которые есть в целом в Русской Церкви <…> Темпами, не допускающими промедления и откладывания, мы начнем формировать то, без чего полноценная аспирантура не разовьется, — научную школу Сретенской духовной академии».
17 июня 2021 года решением Священного синода исполняющим обязанности ректора Сретенской духовной академии назначен протоиерей Вадим Леонов (журнал № 48): «Имея в виду высокую занятость протоиерея Максима Козлова на должности председателя Учебного комитета Русской Православной Церкви, освободить его от должности исполняющего обязанности ректора Сретенской духовной академии, выразив ему благодарность за труды на этом посту. Исполняющим обязанности ректора Сретенской духовной академии назначить протоиерея Вадима Леонова, проректора по научно-богословской работе упомянутой академии».
29 декабря 2022 года исполняющим обязанности ректора академии был назначен игумен Иоанн (Лудищев), сменивший на этом посту протоиерея Вадима Леонова.
6 июля 2024 года состоялся первый выпуск аспирантов Сретенской духовной академии.
20 марта 2025 года на заседании Священного Синода Русской Православной Церкви, проходившем под председательством Святейшего Патриарха Московского и всея Руси Кирилла в Патриаршей и Синодальной резиденции в московском Даниловом монастыре, было принято решение об утверждении игумена Иоанна (Лудищева) в должности ректора Сретенской духовной академии (журнал № 19).

## Современность

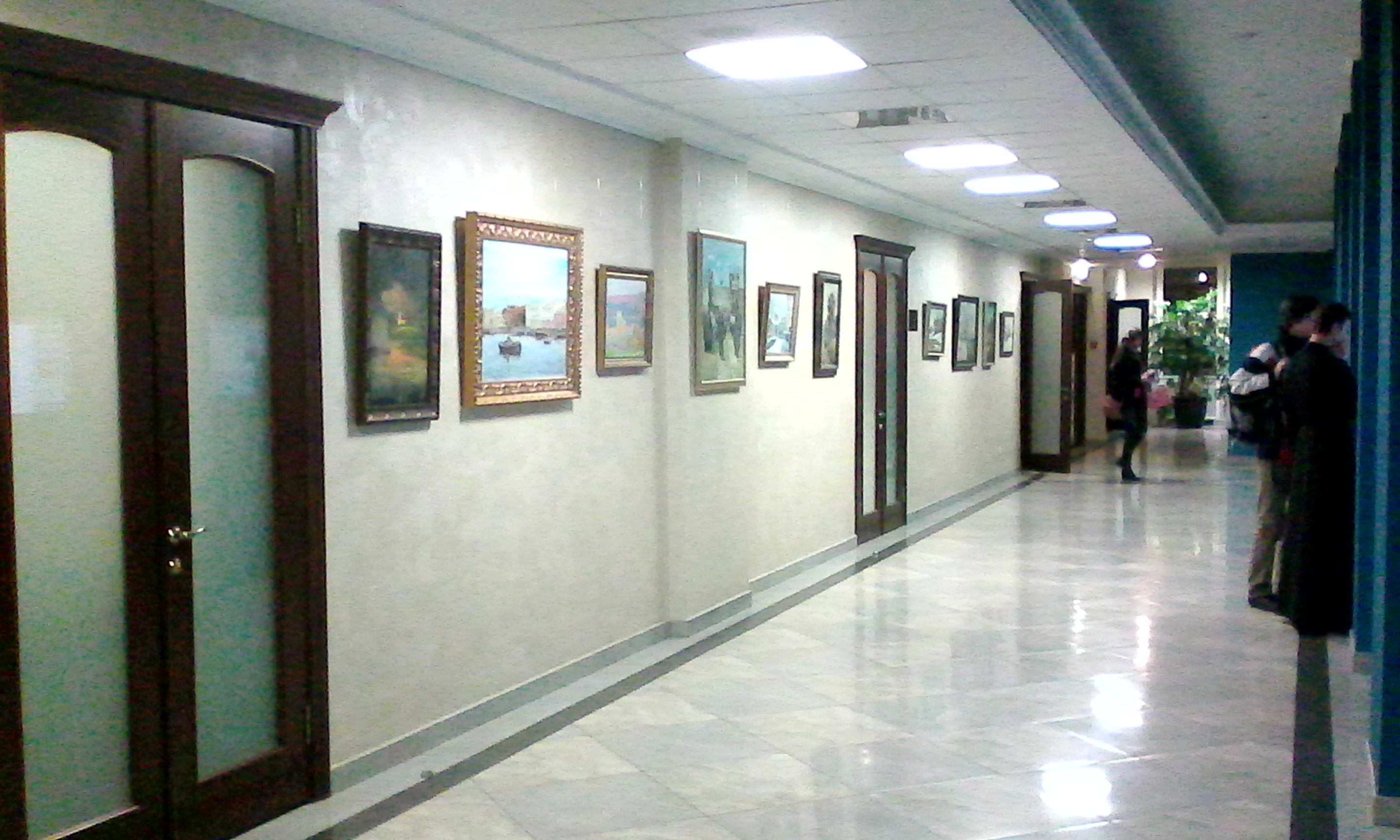
Коридор второго этажа

В настоящий момент в Сретенской духовной академии обучается более 200 воспитанников. Срок обучения — четыре года.
С сентября 2012 года действует магистерское отделение, которое делится на два профиля: пастырского богословия и церковной истории. В 2015 году учебные планы магистратуры значительно изменили, а подготовку магистров стали осуществлять по трём профилям: «Пастырское богословие», «Христианское учение о государстве и обществе» и «Церковнославянский язык: история и современность». Срок обучения на магистратуре — два года. С 2021 года начала работать аспирантура, в связи с чем учебному заведению присвоен статус духовной академии.
В Академии преподаётся в общей сложности более 80 дисциплин.
- церковные дисциплины: Священное Писание Нового и Ветхого Завета, богословие (догматическое, сравнительное, основное, нравственное и пастырское), литургика, патрология, аскетика, история Русской церкви, общецерковная история, история Поместных православных церквей;
- исторические дисциплины: история России, Всемирная история, история Древнего Востока и античная история, история средневековой Европы, новая и новейшая история;
- гуманитарные предметы: древнерусская, русская и зарубежная литература, история философии, риторика, стилистика русского языка, церковнославянский язык, психология, английский язык;
- факультативы: древние и новые языки, кампанология, иконопись, церковное пение, физическая культура и другое[14].

Особое внимание уделяется духовной жизни студентов, которая тесно связана с жизнью монастыря. Уклад студенческой жизни построен так, чтобы у воспитанников была возможность и учиться, и участвовать в монастырских богослужениях: петь на клиросе, исполнять послушания чтецов или пономарей. Еженедельно все студенты проходят исповедь у духовников курсов. Раз в семестр совершается общая ночная литургия. Студенты имеют возможность участвовать в просветительских и культурных проектах, которые осуществляются трудами насельников Сретенского монастыря, в значимых общецерковных событиях.
Выпускники Сретенской духовной академии несут своё служение в разных епархиях Русской церкви, в том числе за рубежом. Большинство насельников Сретенского монастыря являются выпускниками Сретенской духовной академии.

### Научная работа
В Академии имеется библиотека. По состоянию на 28 апреля 2023 года величина библиотечного фонда: 28 032 наименований учебной, учебно-методической и научной и художественной литературы (45 899 экземпляра). Библиотека имеет читальный зал, зал абонемента и книгохранилище. Библиотечный фонд формируется в соответствии с классификацией государственных библиотек России (ББК). Комплектование электронных библиотечных фондов производится в централизованной полнофункциональной автоматизированной информационно-библиотечной системе OPAC-GLOBAL. Действует небольшой археологический музей (около 30 экспонатов). Работают факультативы по углублённому изучению древних языков (древнегреческий, древнееврейский).
Сретенская духовная академия выпускает 3 периодических научно-богословских издания:
- «Сретенский сборник. Научные труды преподавателей СДС/А» — издаётся ежегодно с 2010 года. В журнале публикуются материалы по богословию, церковному и каноническому праву, истории, философии, словесности, искусству, миссиологии, педагогике, психологии, литургике, агиографии, библеистике, патрологии, культурологии, религиоведению, сектоведению. Журнал включён в Общецерковный перечень рецензируемых изданий, а также входит в РИНЦ. Имеет гриф СИНФО[27].
- «Сретенское слово» — создан с целью стать плодотворной средой для публикаций и обсуждения результатов современных исследований в области богословия, церковной истории и славянской филологии. В соответствии с новой номенклатурой научных специальностей, в рамках журнала «Сретенское слово» избраны три научные специальности, которые имеют преимущественное значение в деятельности Сретенской духовной академии: 5.11.1. Теоретическая теология; 5.11.2. Историческая теология; 5.11.3. Практическая теология. С первого номера журнала «Сретенское слово» все статьи учитываются в РИНЦ, каждой из них присваивается международный идентификатор DOI[28].
- «Диакрисис» — издаётся Научным Центром патрологических исследований имени профессора А. И. Сидорова при кафедре богословия СДА с 2019 года. В нём публикуются оригинальные тексты на древнегреческом, латинском, славянском и восточных языках, переводы, комментарии, исследования, рецензии, аннотированные библиографии (тематические или по авторам) монографий и журналов по богословию, патрологии, апологетике, философии, истории Православной Церкви, филологии и истории литературы, и другие материалы. Одной из основных целей и задач журнала является представление новых научных материалов по исследованиям и переводам и оценка религиозных, научных и общественных явлений сквозь призму православного святоотеческого богословия. Начиная с выпусков 2022 года журнал соответствует следующим специальностям ВАК: 5.11.1. Теоретическая теология; 5.11.2. Историческая теология; 5.11.3. Практическая теология[29].

Работы преподавателей и студентов (часто с публицистическим уклоном) также публикуются на сайте «Православие.ru».

### Миссионерская деятельность

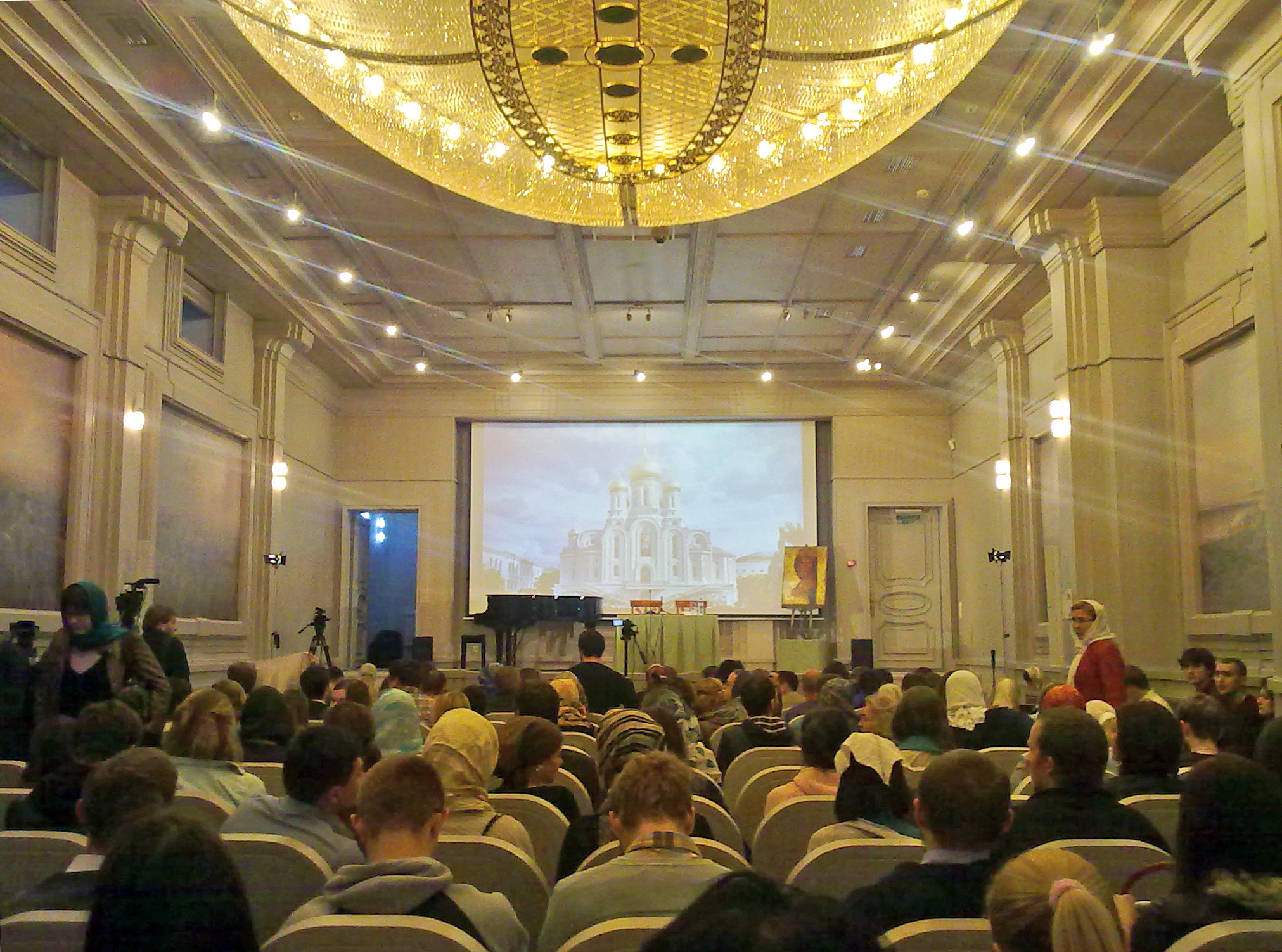
Актовый зал Сретенской духовной семинарии

Сретенские студенты принимают участие в разнообразных миссионерских проектах.
В 2008 году по благословению патриарха Алексия II студенты участвовали в акции «Подарок на Пасху». В течение первых трёх дней Страстной седмицы в московском метро людям дарили иллюстрированное Евангелие от Марка (всего было роздано 400 тыс. экземпляров).
Студенты посещают школу-интернат в городе Михайлове Рязанской области, директором и духовником которой является выпускник СДА, священник Владимир Щетинин; осуществляют миссионерскую деятельность в местах лишения свободы. Студенты старших курсов проходят практику в Первом московском образовательном комплексе, где регулярно проводят лекции и просветительские беседы со студентами. Студенты Сретенской духовной академии традиционно принимают участие в организации и проведении выставок проекта Патриаршего совета по культуре «Россия — моя история», выступая в качестве экскурсоводов на добровольной основе. Каждое лето семинаристы-волонтёры отправляются на русский Север, чтобы принять участие в проекте «Родная Земля». Они помогают в восстановлении храмов, изучают историю русской провинции и погружаются в традиционный уклад жизни, становясь частью дела сохранения православного наследия. Во время обучения в Академии студенты могут преподавать в местной воскресной школе (как детской, так и взрослой), участвовать в организации встреч молодёжного кружка, трудиться в летнем лагере Сретенской воскресной школы в качестве вожатых. Студенты проводят экскурсии по Сретенскому монастырю. Основатель семинарии архимандрит Тихон (Шевкунов), как отмечает один из преподавателей, «создал в семинарии практически семейную обстановку, после выпуска студенты могли рассчитывать на поддержку родной школы».

### Хор Сретенской духовной академии
Академический хор поет на богослужениях в Сретенском монастыре и участвует в концертах и фестивалях. В хоре Сретенской духовной академии состоит около 30 студентов, руководитель — Качанкин Марк Василиевич.

## Особые даты и праздники
Особый праздник для обители и семинарии — день памяти священномученика Илариона (Троицкого) — небесного покровителя Сретенского монастыря, который отмечается 28 декабря (н. ст.). Этот день является окончанием первого семестра. За Всенощным бдением накануне праздника студенты 1-го курса получают благословение на ношение подрясников.
Престольный праздник обители — Сретение Владимирской иконы Божией Матери 8 сентября (н. ст.).
Торжественно отмечается воспитанниками духовной школы и другой день празднования Владимирской иконы Божией Матери — 3 июня (н. ст.) — для выпускников семинарии это не просто окончание учебного года, а день торжественного вручения дипломов.
С недавних пор ещё одним особенно важным праздником для Сретенской семинарии стал день памяти новомучеников и исповедников Церкви Русской, 7 февраля (н. ст.), что связано с постройкой и освящением в 2017 году нового собора Воскресения Христова и Новомучеников и исповедников Церкви Русской в Сретенском монастыре. Первая седмица Великого Поста, Страстная седмица и Светлая Седмица — неучебные.
Выпуск приурочен к 3 июня, празднику Владимирской иконы Божией Матери.

## Персоналии семинарии

### Руководство
Ректором Сретенской духовной школы с момента её создания до мая 2018 года являлся архимандрит (с 2015 года — епископ) Тихон (Шевкунов), который также являлся наместником Сретенского монастыря.
С 2000 по 2004 год проректором являлся иеромонах (позже — игумен) Амвросий (Ермаков). С 2004 года до мая 2018 года проректором являлся иеромонах Иоанн (Лудищев).
С 19 мая 2018 года исполняющий обязанности ректора — иеромонах Силуан (Никитин), ныне ректор Санкт-Петербургской духовной академии, епископ.
С 9 июля 2019 года временно исполняющий обязанности ректора — архиепископ Амвросий (Ермаков), ныне митрополит Тверской и Кашинский.
С 25 августа 2020 года решением Священного синода исполняющим обязанности ректора семинарии был назначен протоиерей Максим Козлов.
С 17 июня 2021 года решением Священного Синода и. о. ректора Сретенской духовной академии назначен протоиерей Вадим Леонов.
29 декабря 2022 года и. о. ректора Сретенской духовной академии назначен игумен Иоанн (Лудищев), 20 марта 2025 года он был утверждён в должности ректора.

### Преподаватели
Преподавательская корпорация Сретенской семинарии состоит из учёных различных профилей. Лекционные курсы ведут преподаватели из Московской духовной академии, Московского государственного университета им. М. В. Ломоносова, Православного Свято-Тихоновского гуманитарного университета, Государственной академии славянской культуры и других московских вузов, а также столичное духовенство и насельники Сретенского монастыря.
Руководители кафедр:
- протоиерей Вадим Леонов (Леонов Вадим Алексеевич), заведующий кафедрой Богословия; профессор кафедры Богословия; профессор кафедры Пастырского душепопечения;
- Стародубцев Олег Викторович. заведующий кафедрой Церковной истории; доцент кафедры Церковной истории;
- протоиерей Александр Задорнов (Задорнов Александр Владимирович), заведующий кафедрой Церковно-практических и общих гуманитарных дисциплин; доцент кафедры Церковно-практических и общих гуманитарных дисциплин; доцент кафедры Пастырского душепопечения;
- Маршева Лариса Ивановна, заведующий кафедрой Древних и новых языков; профессор кафедры Древних и новых языков; руководитель магистерского профиля «церковнославянский язык: история и современность»;
- протоиерей Николай Соколов (Соколов Николай Владимирович), заведующий кафедрой Пастырского душепопечения; доцент кафедры Пастырского душепопечения.

Заведующий отделом аспирантуры:
- Зоя Вячеславовна Макаровская

В числе преподавателей:
- Епископ Феоктист (Игумнов)
- Протоиерей Владислав Цыпин
- Протоиерей Олег Стеняев
- Протоиерей Николай Соколов
- Протоиерей Олег Корытко
- Протоиерей Илья Шугаев
- Протоиерей Александр Задорнов
- Протодиакон Владимир Василик
- Легойда, Владимир Романович
- Виноградов, Андрей Юрьевич
- Маршева, Лариса Ивановна
- Кириллин, Владимир Михайлович
- Братусь, Борис Сергеевич
- Белов, Алексей Михайлович
- Лега, Виктор Петрович
- Копейко, Григорий Иванович
- Стародубцев, Олег Викторович
- Войтенко, Татьяна Павловна
- Григорьев, Андрей Владимирович
- Гвоздецкая, Наталья Юрьевна
- Доброцветов, Павел Кириллович
- Конь, Роман Михайлович
- Светозарский, Алексей Константинович
- Трухина, Наталья Николаевна
- Ужанков, Александр Николаевич
- Куприянов, Фёдор Алексеевич[43].